# Шварца (Тирингер Валд)
Шварца (њем. Schwarza) општина је у њемачкој савезној држави Тирингија. Једно је од 65 општинских средишта округа Шмалкалден-Мајнинген. Према процјени из 2010. у општини је живјело 1.335 становника. Посједује регионалну шифру (AGS) 16066065.

## Историја
О Шварци кружи легенда о башкирској стрелици из времена Наполеонових ратова (1814), док су кроз град ишли башкирски војници руске војске. 

## Географски и демографски подаци
Шварца се налази у савезној држави Тирингија у округу Шмалкалден-Мајнинген. Општина се налази на надморској висини од 352 метра. Површина општине износи 13,5 km². У самом мјесту је, према процјени из 2010. године, живјело 1.335 становника. Просјечна густина становништва износи 99 становника/km².

## Међународна сарадња
| Мјесто | Држава    | Врста сарадње | Од    |
| ------ | --------- | ------------- | ----- |
|        | Француска | контакт       | 2000. |
|        | Француска | контакт       | 2000. |
|        | Француска | партнерство   | 1992. |
| Извор  |           |               |       |